# GNU Taler
GNU Taler este un sistem de microtranzacții și plăți electronice bazat pe software liber. Taler se bazează pe semnături oarbe și nu pe blockchain.
Proiectul este condus de Florian Dold și Christian Grothoff de la Taler Systems SA. Taler este acronimul expresiei „Taxable Anonymous Libre Economic Reserves” și face aluzie la talerii de argint emiși în Germania în perioada modernă timpurie. Are sprijinul vocal al lui Richard Stallman, fondatorul proiectului GNU. Stallman a descris programul ca fiind „conceput pentru a fi anonim pentru plătitor, dar beneficiarii sunt întotdeauna identificați”. Într-un articol publicat în revista Security, Privacy, and Applied Cryptography Engineering, este descris că GNU Taler intrunește cerințele etice — clientul plătitor este anonim, în timp ce vanzătorul este identificabil și impozabil. O implementare este oferită de Tales Systems SA.